# Saint-Onen-la-Chapelle
Saint-Onen-la-Chapelle (bret. Santez-Onenn) – miejscowość i gmina we Francji, w regionie Bretania, w departamencie Ille-et-Vilaine.
Według danych na rok 1990 gminę zamieszkiwały 713 osoby, a gęstość zaludnienia wynosiła 29 osób/km² (wśród 1269 gmin Bretanii Saint-Onen-la-Chapelle plasuje się na 713. miejscu pod względem liczby ludności, natomiast pod względem powierzchni na miejscu 388.).